# Leucania kukunoorensis
Leucania kukunoorensis là một loài bướm đêm trong họ Noctuidae.